# Hakea macraeana
Hakea macraeana (лат.) — кустарник или небольшое дерево, вид рода Хакея (Hakea) семейства Протейные (Proteaceae), произрастающий в восточной Австралии в Новом Южном Уэльсе. Цветёт с августа по октябрь.

## Ботаническое описание
Hakea macraeana — кустарник или дерево высотой от 1 до 7,5—10 м, имеет поникшие ветви и игольчатые листья, которые варьируются от 4 до 15 см в длину. Листья мягкие, но с острым концом. Белые или кремово-белые соцветия появляются вдоль стеблей с августа по октябрь и состоят из двух-шести отдельных маленьких цветков. Цветение сопровождается развитием овальных древесных стручков. Бородавчатые и коричневые плоды имеют длину 2,8–4 см и ширину 1,8–2,4 см. Плод содержит два тёмно-серых или тёмно-коричневых семени длиной от 2,2 до 2,7 мм и имеют перепончатое «крыло».

## Таксономия
Вид Hakea macraeana был описан немецким ботаником Фердинандом фон Мюллером в 1886 году в Australian Journal of Pharmacy. Видовой эпитет — в честь Джорджа Макрэ (англ. George Macrae), который помогал коллекционеру Уильяму Бауэрлену, обнаружевшего образец.

## Распространение и местообитание
Ареал H. macraeana включает южное побережье и южные равнины Нового Южного Уэльса до высот 1060 м. Популяция из Дорриго на севере Нового Южного Уэльса была классифицирована как отдельный вид H. ochroptera. Растёт в подлеске склерофитового леса на каменистых почвах

## Культивирование
Эта хакея редко культивируется, но имеет потенциал в качестве огораживающего растения. Легко адаптируется к выращиванию и устойчива к лёгким или тяжёлым почвам. Предпочитает климат с более чем 450 мм годовых осадков. Терпимо относится к умеренным морозам